# Nunne tänav
La rue Nunne (estonien : Nunne tänav) est une rue de Tallinn en Estonie,.

## Présentation
La rue Nunne tänav part de la rue Pikk tänav, traverse les rues Lai tänav, Väike-Kloostri tänav et Suur-Kloostri tänav pour se terminer à la gare de Tallinn-Baltique, où se rejoignent Toompuiestee et Rannamäe tee.
De 1950 à 1987, la rue s'appelait Vaksali tänav.
La longueur de Nunne tänav est de 374 mètres..
Sur la pente du côté Toompea de la rue, à l'intersection de Nunne tänav et de Laia tänav, se trouve la zone verte de la rue Nunne, ou parc du chevreuil, où se trouve la sculpture de Jaan Koort le chevreuil.
Un bas-relief de Boris Eltsine sculpté par René Reinumäe et dévoilé le 22 août 2013, est fixé sur le mur de soutènement de Toompea (et) près des escaliers de Patkul (et).

## Lieux et monuments de la rue
- Nunne tänav 4-8 - Théâtre de marionnettes et musée NUKU
- Nunne tänav 14 - Baltic Hotel Imperial
- Nunne tänav 16 -  Brasserie Nunne
- Nunne tänav 18 - Centre administratif de Kesklinn.

## Galerie

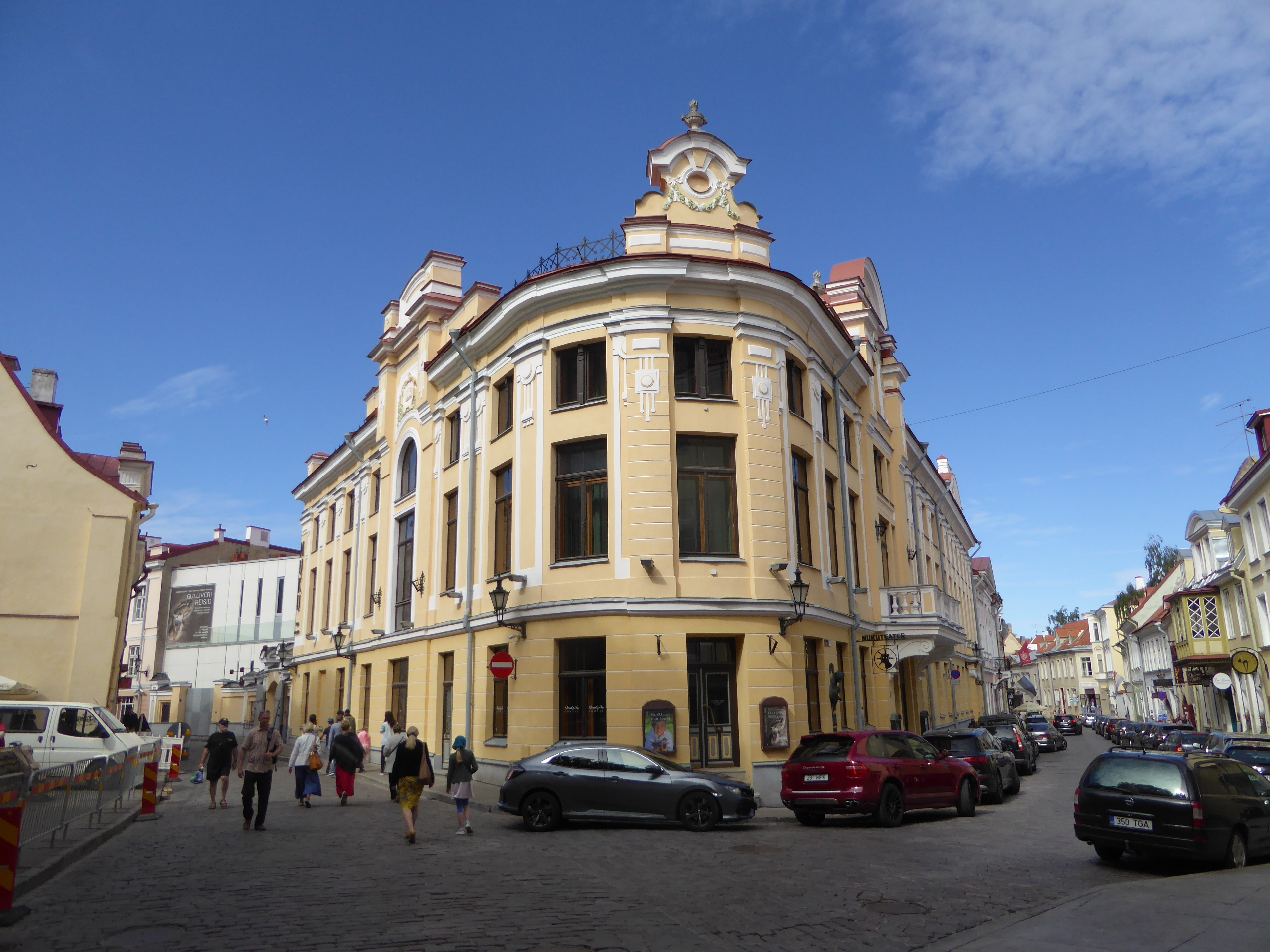
Théâtre de marionnettes et musée NUKU
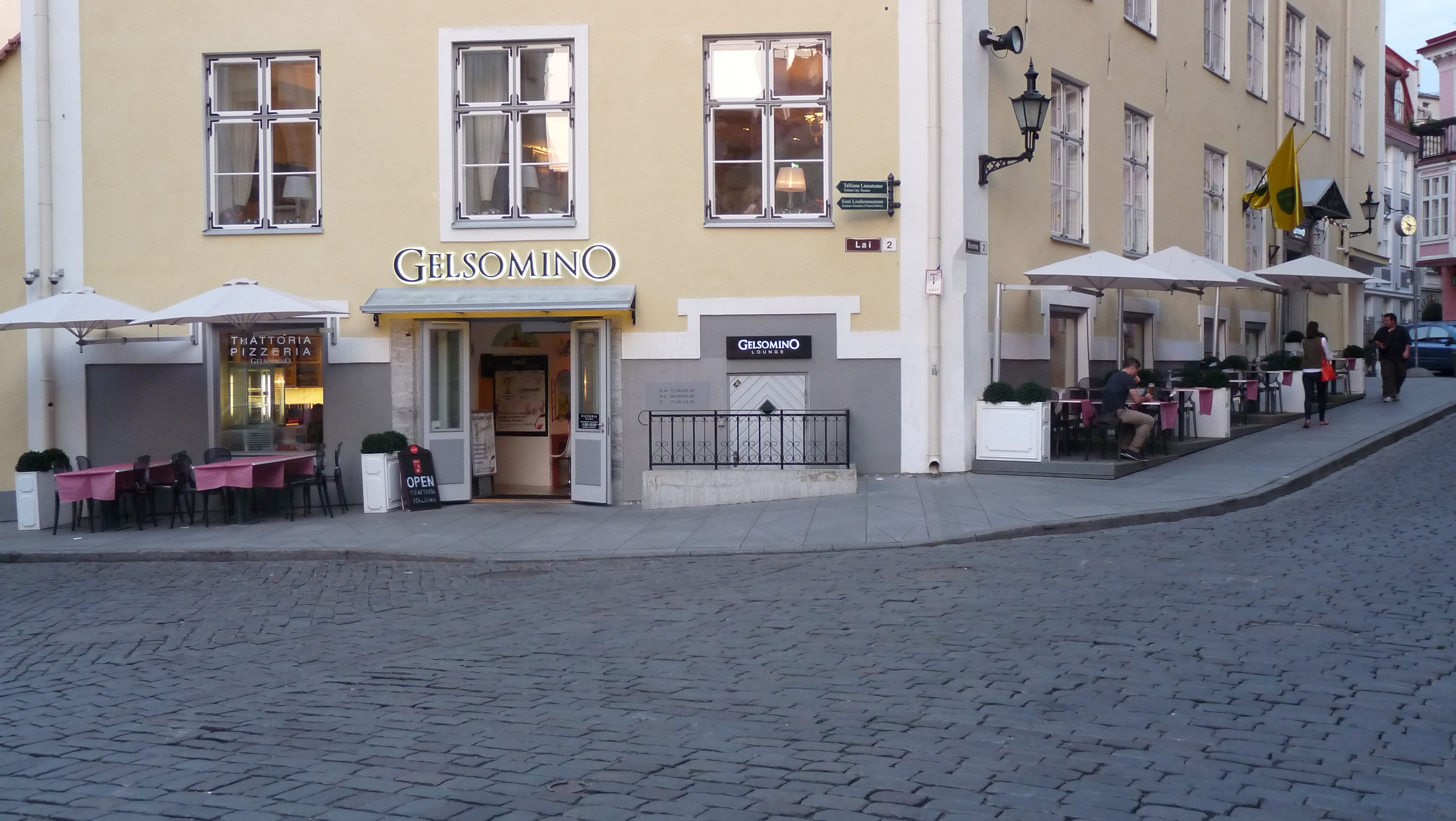
Nunne tänav 2.
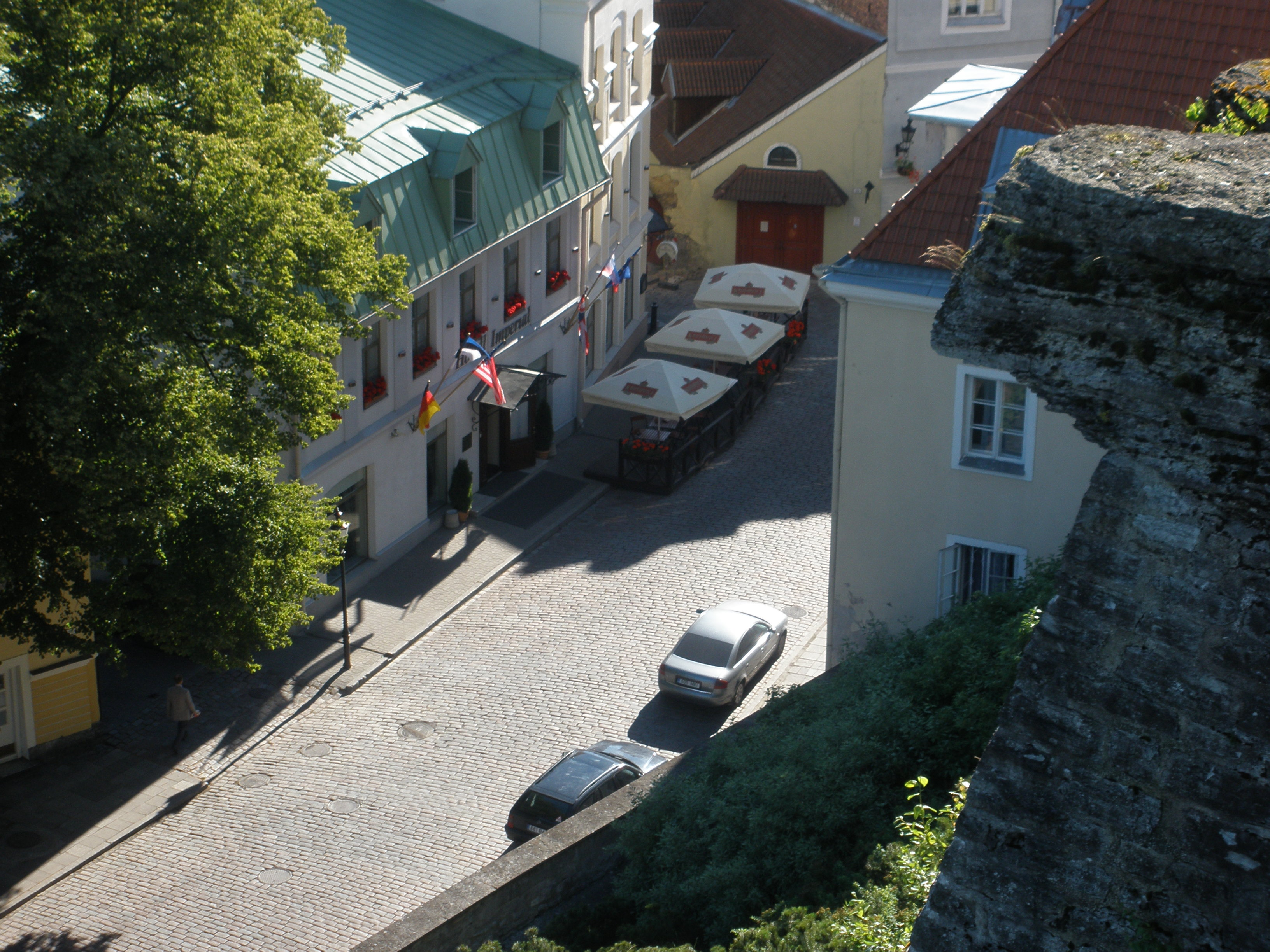
Nunne tänav 12.
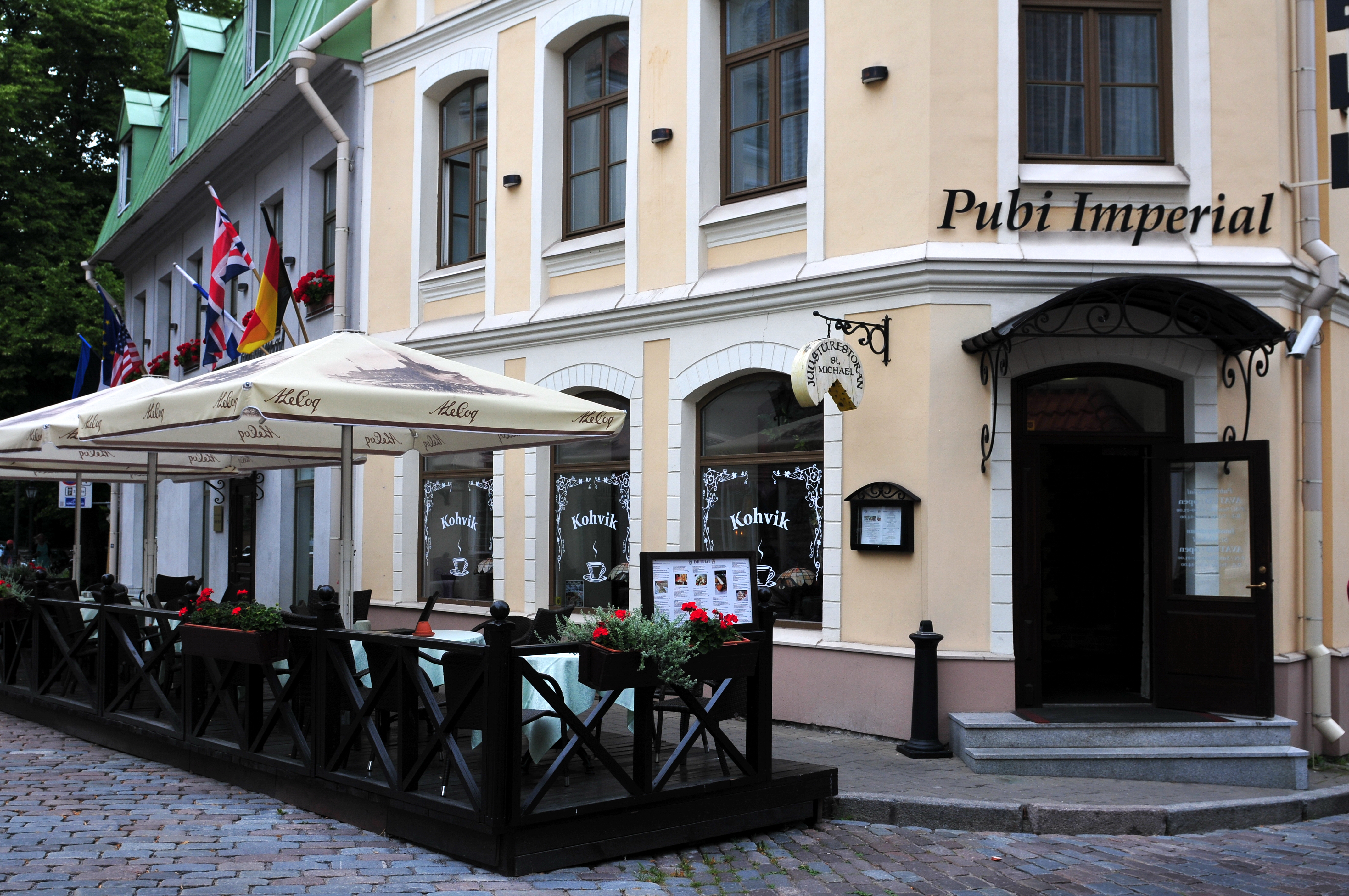
Nunne tänav 14, Baltic Hotel Imperial.
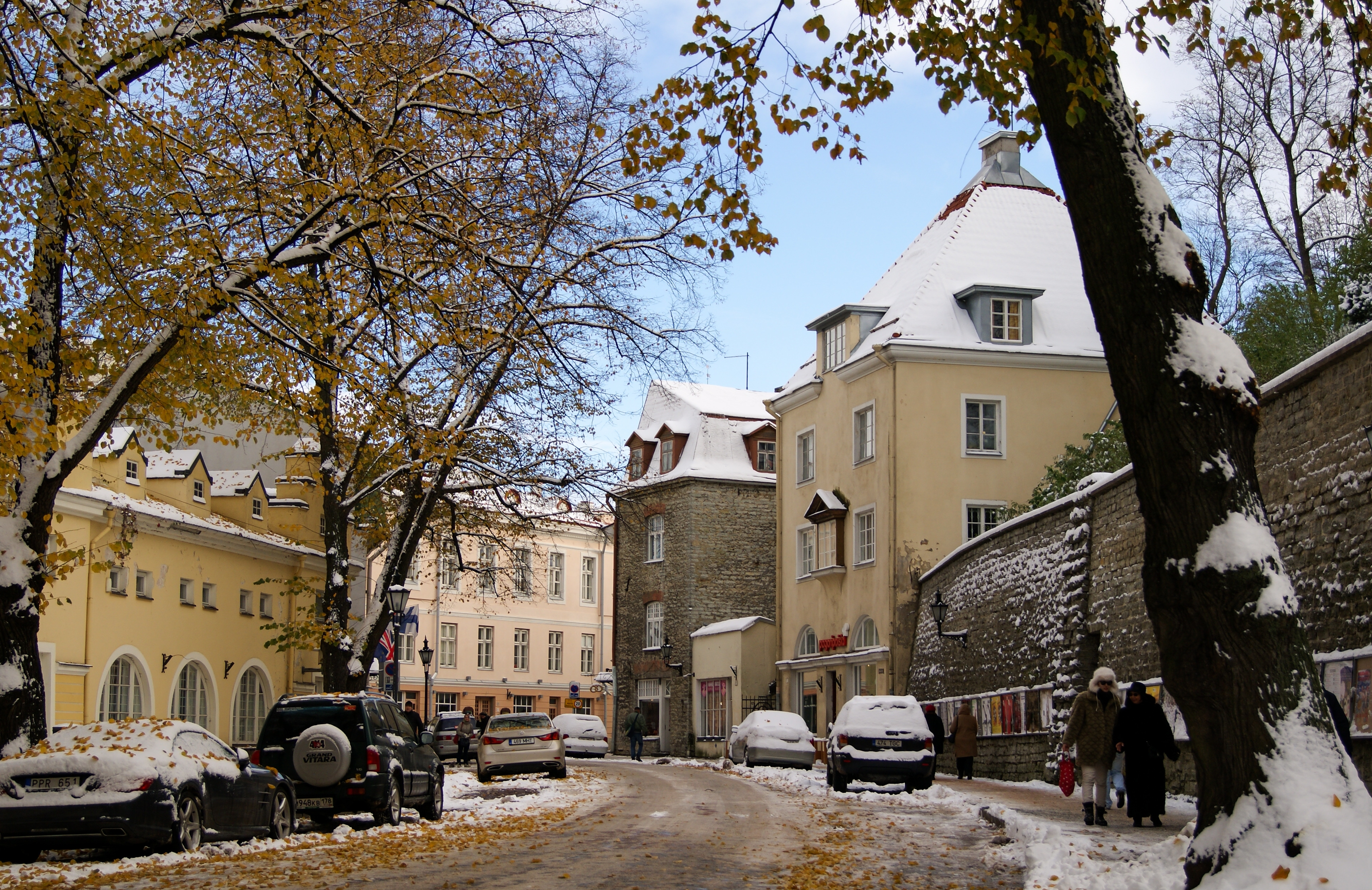
Nunne tänav.
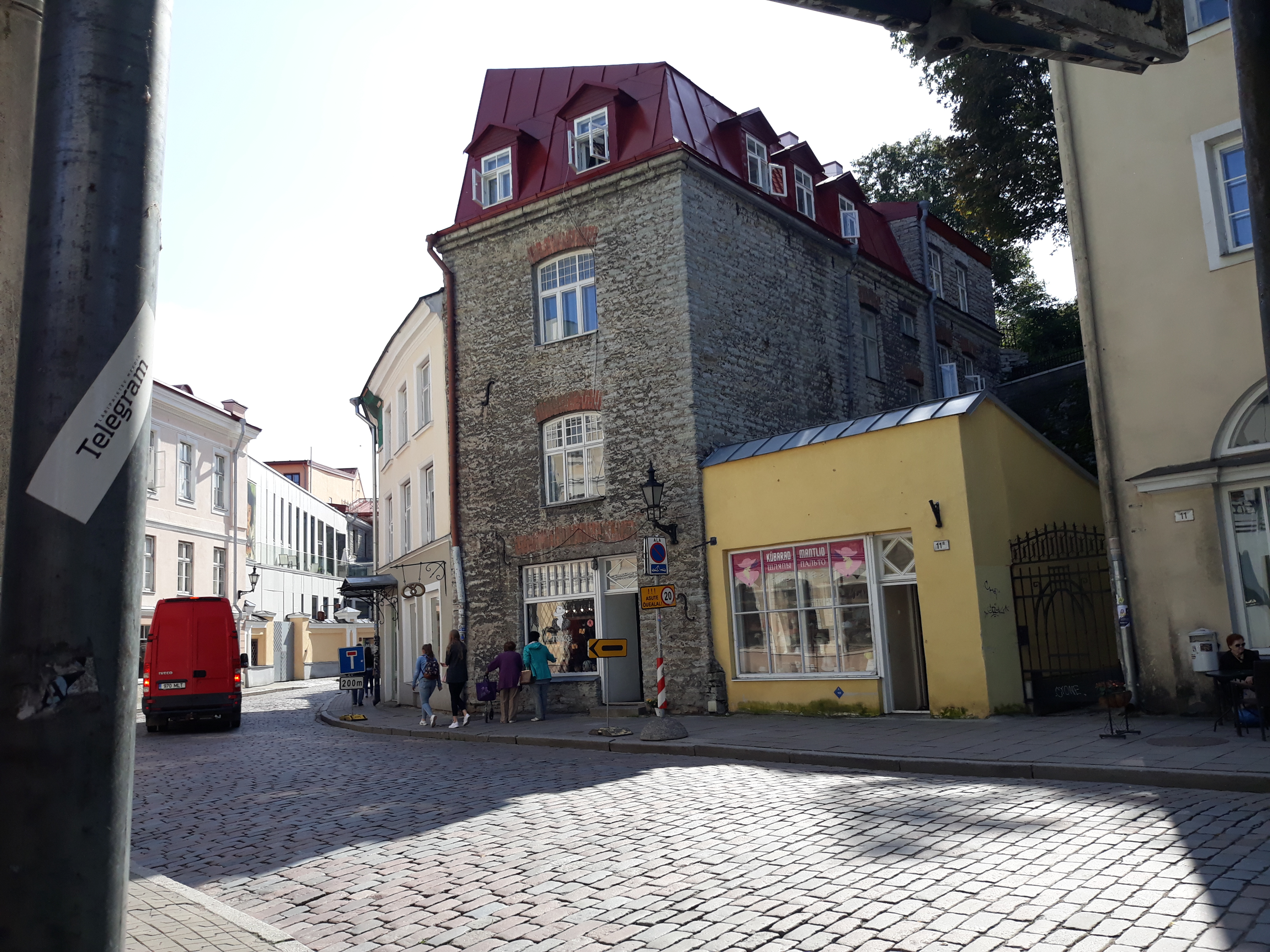
Nunne tänav 11-11b.
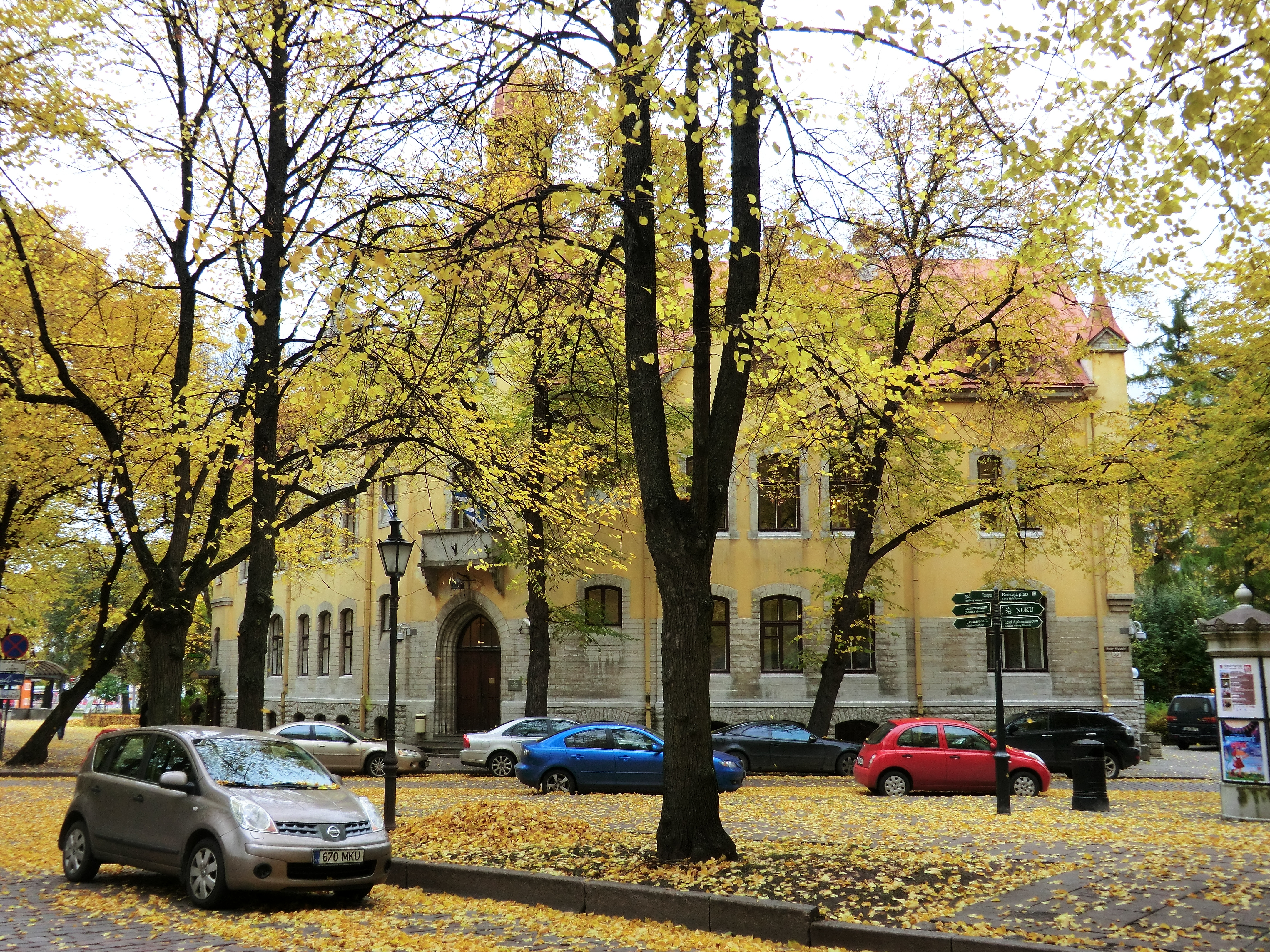
Nunne tänav 18.
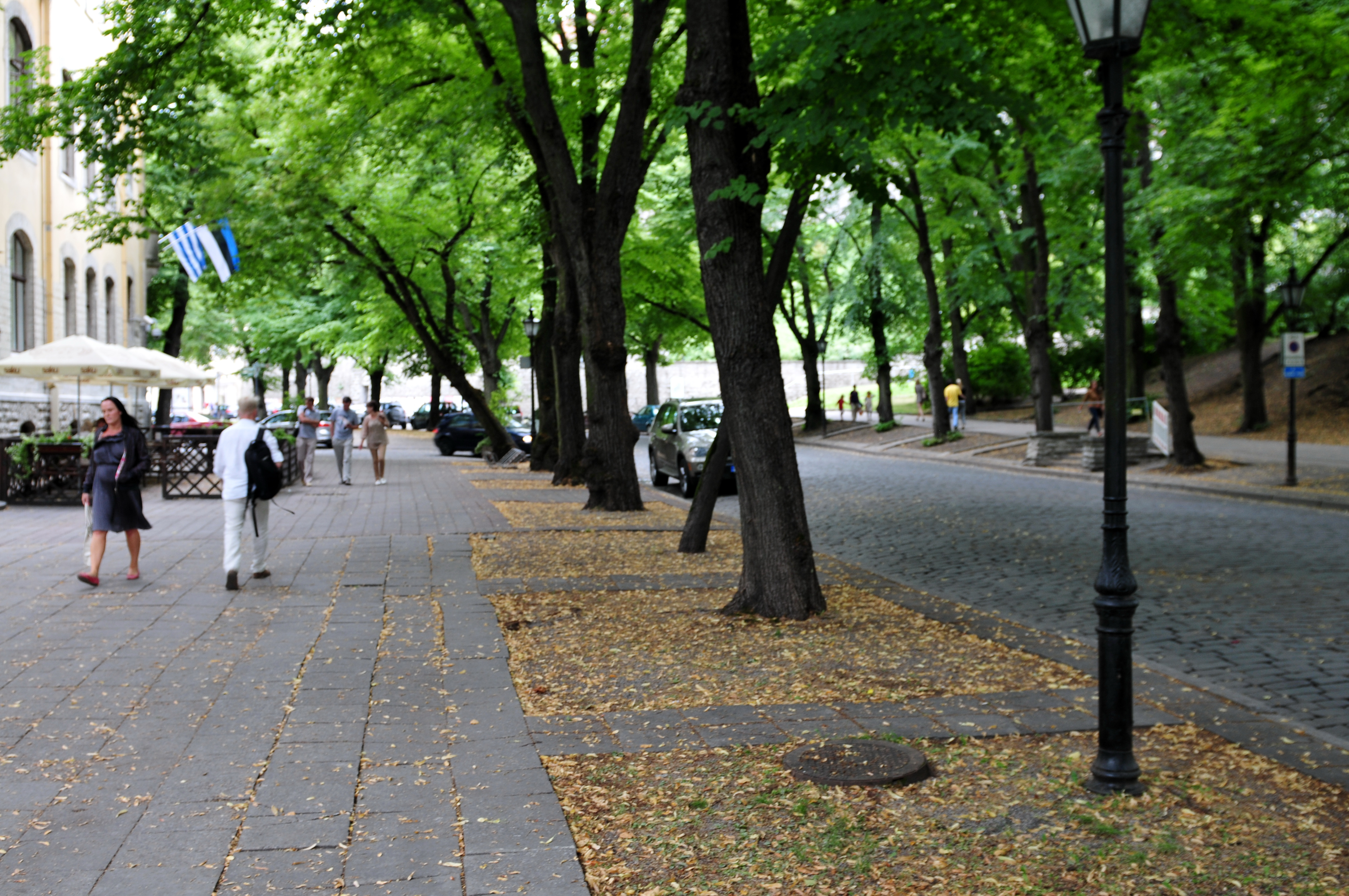
Nunne tänav.
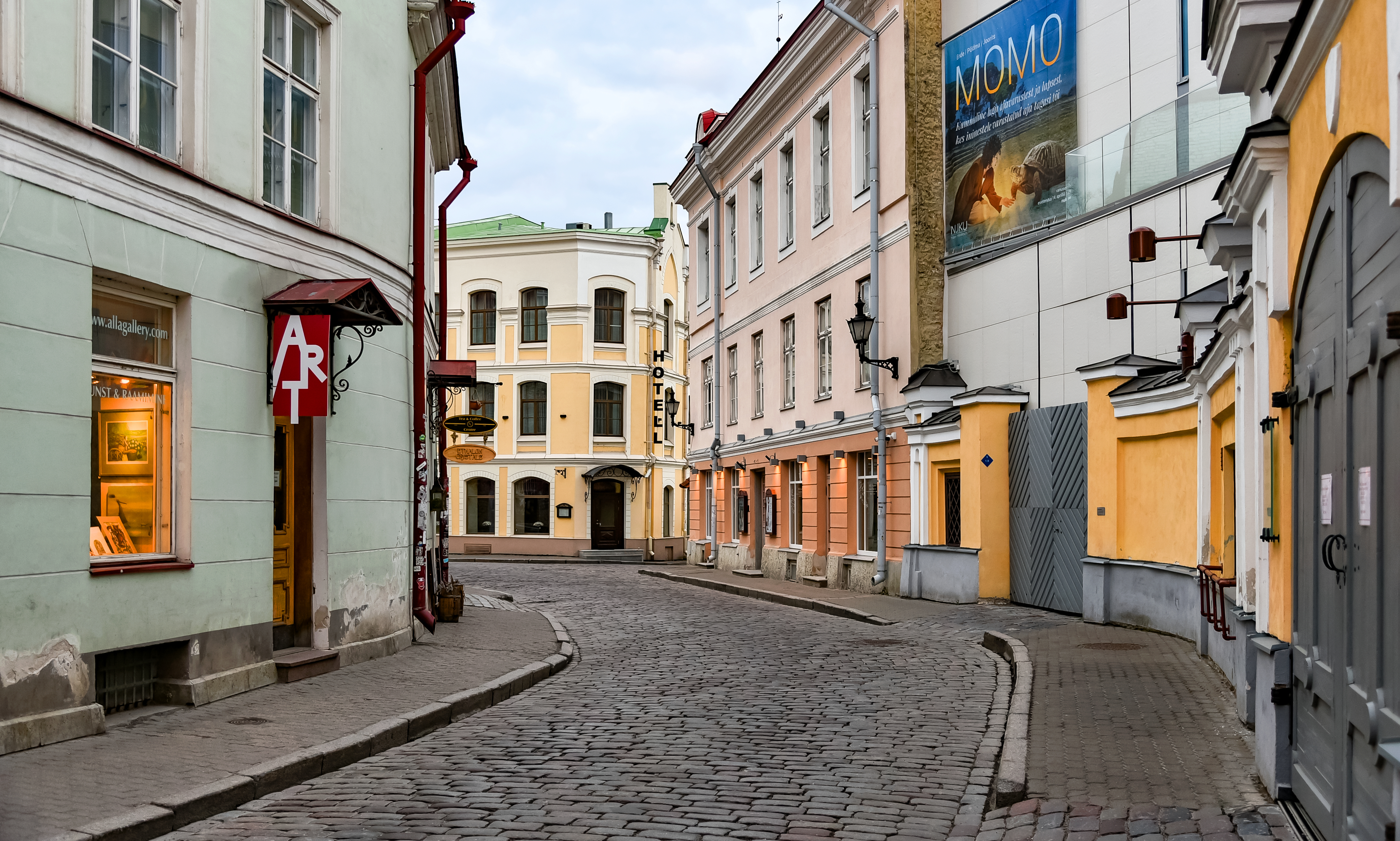
Nunne tänav.
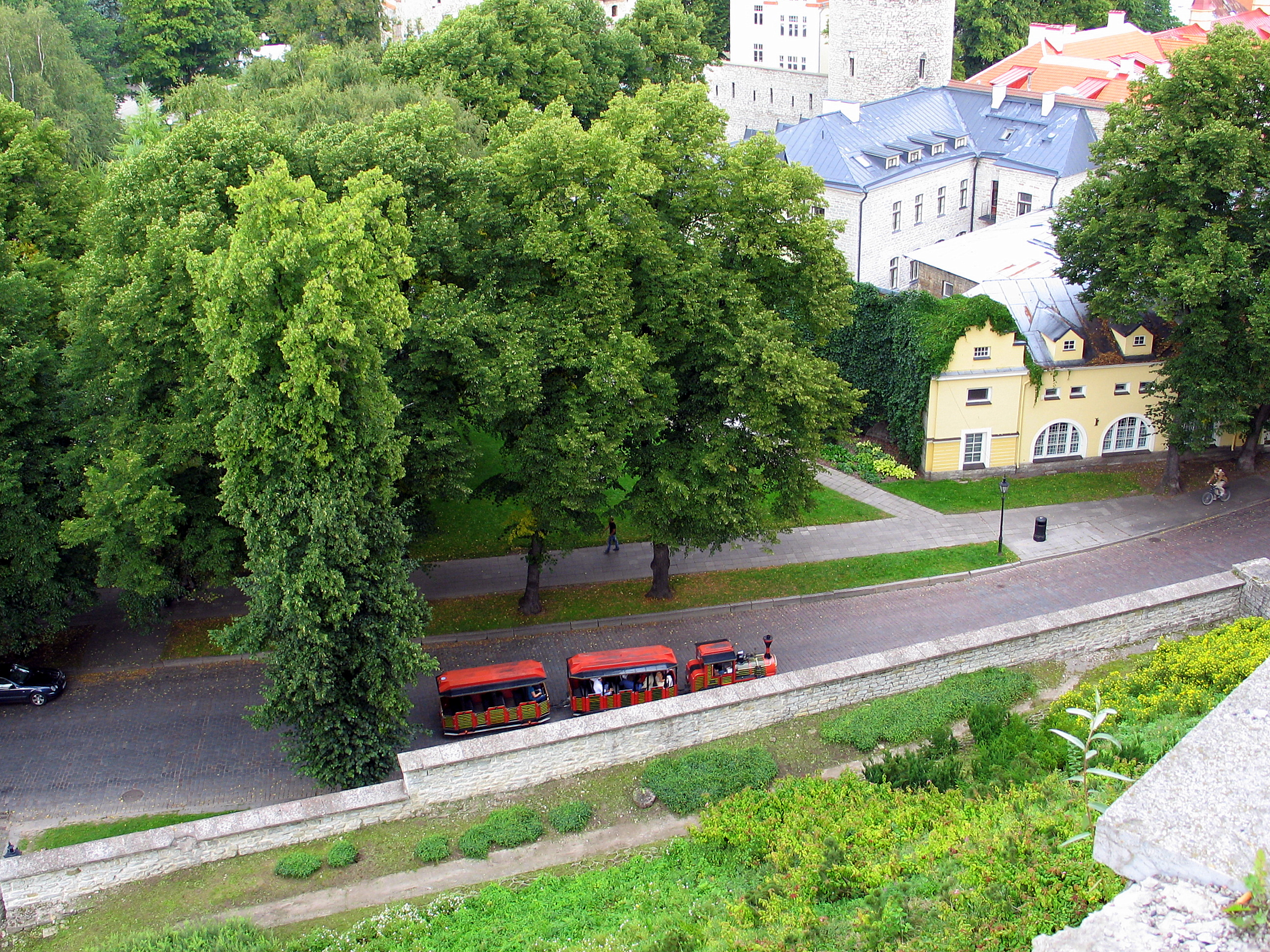
Nunne tänav.
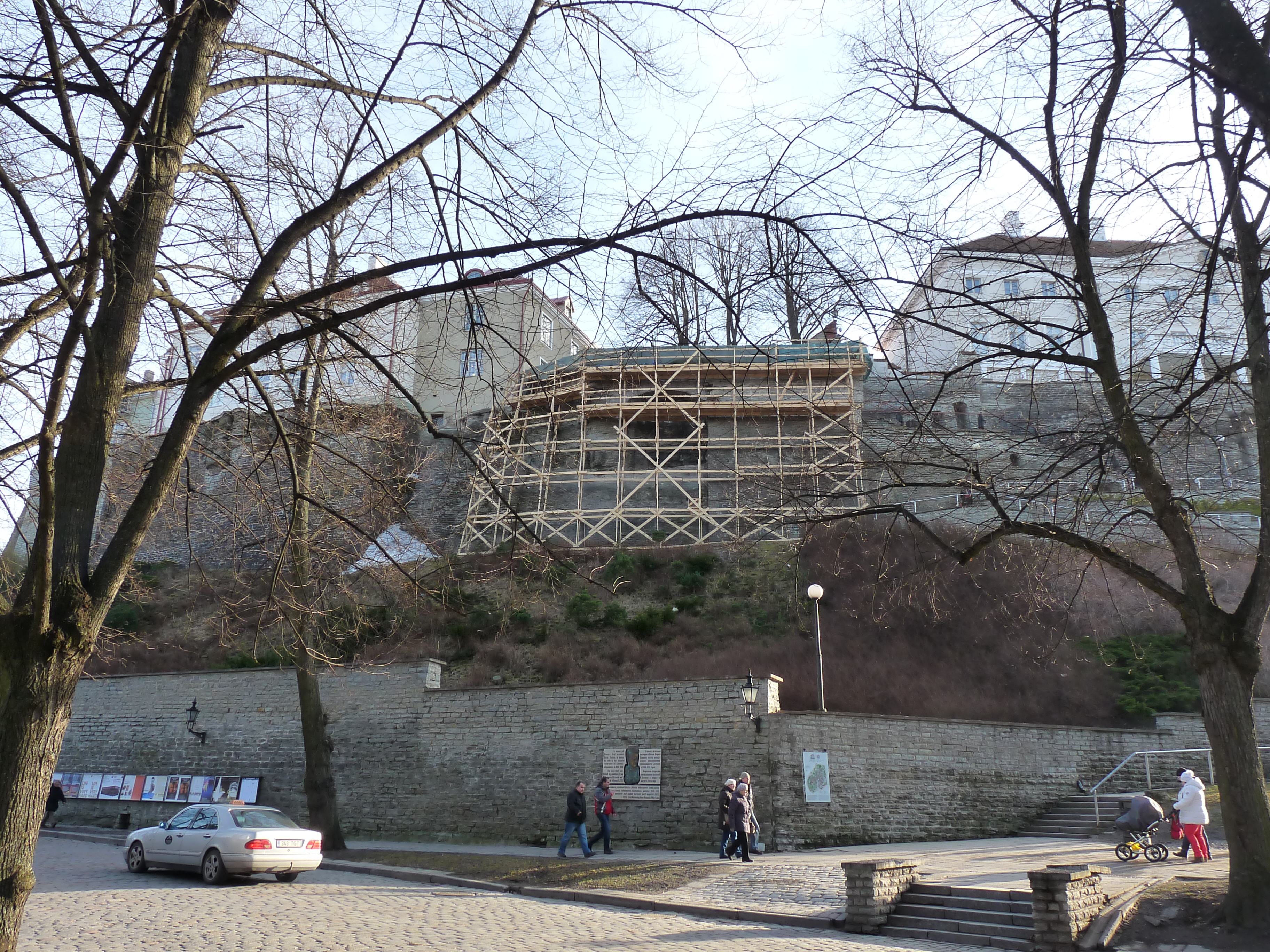
Nunne tänav et sur le mur de soutènement de Toompea, le bas-relief de René Reinumäe.